# Strobe
Strobe ist ein TCP-Portscanner für Unix-ähnliche Betriebssysteme. Er wurde von Julian Assange in C programmiert und wird kostenlos unter selbst formulierten Lizenzbedingungen verbreitet. Er ist heute von hauptsächlich historischer Bedeutung. Es war der erste quelloffene Portscanner und bekannt für seine unerreichte Arbeitsgeschwindigkeit.
Strobe versucht die Bandbreitenausnutzung zu maximieren und den lokalen Ressourcenbedarf zu minimieren.
Die interne Struktur der Software ist einem parallelen endlichen Automaten angenähert. Im nicht-linearen Multi-Host-Modus versucht sie Bandbreite und Sockets effizient zwischen den Hosts aufzuteilen. Weiterhin fragt Strobe typischerweise nur eine Auswahl interessanter Ports ab.
Strobe ist keine freie Software, da die Lizenz den Verkauf der Software untersagt.

## Geschichte
Version 0.92 war die erste veröffentlichte Version und wurde am 27. Februar 1995 veröffentlicht. Am 7. März 1995 wurde Version 1.00 erreicht. Die letzte Version (1.06) wurde 1999 veröffentlicht.
In Debian-basierten Distributionen war Strobe im Paket netdiag enthalten, wurde jedoch 2012 entfernt, da der Ausschluss der kommerziellen Verbreitung nicht mit den Debian Free Software Guidelines vereinbar ist.